# Culicoides daedalus
Culicoides daedalus är en tvåvingeart som beskrevs av John William Scott Macfie 1948. Culicoides daedalus ingår i släktet Culicoides och familjen svidknott. Inga underarter finns listade i Catalogue of Life.